# Byttneria schunkei
Byttneria schunkei är en malvaväxtart som beskrevs av C.L. Cristobal. Byttneria schunkei ingår i släktet Byttneria och familjen malvaväxter. Inga underarter finns listade i Catalogue of Life.